# Elizeu de Morais Pimentel
Elizeu de Morais Pimentel (* 10. November 1952 in Quatiguá; † 27. Februar 2003) war Koadjutorbischof von Paranavaí (Brasilien).

## Leben
Elizeu de Morais Pimentel empfing am 10. Juli 1982 die Priesterweihe.
Papst Johannes Paul II. ernannte ihn am 19. Dezember 2001 zum Koadjutorbischof von Paranavaí und er wurde am 6. April des nächsten Jahres ins Amt eingeführt. Der Bischof von Jacarezinho, Fernando José Penteado, spendete ihm am 16. März des nächsten Jahres die Bischofsweihe; Mitkonsekratoren waren Konrad Walter SAC, Altbischof von Jacarezinho, und Rubens Augusto de Souza Espínola, Bischof von Paranavaí.